# Miconia namandensis
Miconia namandensis är en tvåhjärtbladig växtart som beskrevs av John Julius Wurdack. Miconia namandensis ingår i släktet Miconia och familjen Melastomataceae. IUCN kategoriserar arten globalt som sårbar.
Artens utbredningsområde är Ecuador. Inga underarter finns listade i Catalogue of Life.